# Berbruggen
Berbruggen (westallgäuerisch: Berbrukə) ist ein Gemeindeteil der bayerisch-schwäbischen Gemeinde Stiefenhofen im Landkreis Lindau (Bodensee).

## Geographie
Der Weiler liegt circa 2,7 Kilometer westlich des Hauptorts Stiefenhofen und zählt zur Region Westallgäu. Die Ortschaft liegt am Nordhang des Balzenbergs, nordwestlich des Ortes befindet sich das Ellhofer Tobel.

## Ortsname
Der Ortsname setzt sich vermutlich aus dem mittelhochdeutschen Wort bër für Bär oder dem ebenfalls mhd. Wort bēr für Eber sowie dem Grundwort -brugg, das auf eine Brücke hindeutet, zusammen. Somit bedeutet der Ortsname (Siedlung an einer) Brücke, an der Bären leben oder (Siedlung an einer) Brücke, an der Eber leben.

## Geschichte
Nördlich des Ortes befand sich die Burg Alt-Ellhofen, die vermutlich aus einem Wohnturm bestand. Berbruggen wurde erstmals im Jahr 1456 urkundlich erwähnt, als vier Güter der Herrschaft Ellhofen angehörten. 1770 fand die Vereinödung in Berbruggen mit sieben Teilnehmern statt. Der Ort gehörte einst dem Gericht Simmerberg in der Herrschaft Bregenz an – später der Gemeinde Harbatshofen, die 1972 in der Gemeinde Stiefenhofen aufging.